# Charles Bünte
Charles Bünte (* 19. Juli 1880 in Hannover; † 5. August 1943 in Berlin) war ein deutscher Pianist, Hochschullehrer und Komponist.

## Leben
Charles Bünte studierte von 1898 bis 1902 an der Hochschule für Musik Berlin. Ab 1905 war er Klavier-Lehrer ebendort, 1933 wurde er zum Professor für Klavier berufen. Er war Begleiter von Joseph Joachim.
Seinen ersten Auftritt als Solist hatte er 1901 mit dem Philharmonischen Orchester Hannover, seinen letzten Auftritt mit einem Beethoven-Klavierkonzert 1938 in Königsberg/Ostpreußen. 36 Kompositionen für Klavier/solo und Gesangsstimmen sind erhalten, eine CD ist 2011 produziert worden. Einen letzten Auftritt als Pianist hatte er am 1. April 1943 im Konzertsaal der Berliner Singakademie Unter den Linden.
Einzig erhaltene Partitur aus dem Besitz Charles Bünte mit Notizen: Solist im 3. Klavierkonzert von Beethoven, 20/21. Oktober 1923 Münster, 30. November 1923 Berlin (Staatskapelle Berlin), weitere 13 Städte 1927–1938.
Charles Bünte war verheiratet mit Hertha, geb. Lackner. Der Dirigent Carl August Bünte und der Kammermusiker und Autor Hans Bünte sind ihre Söhne.